# William Gell
William Gell (Hopton, 29 marzo 1777 – Napoli, 4 febbraio 1836) è stato un archeologo, illustratore e viaggiatore britannico.
Pubblicò illustrazioni topografiche di Troia e dell'area circostante nel 1804. Pubblicò anche illustrazioni che mostravano i risultati degli scavi archeologici di Pompei. La sua opera più nota è Pompeiana; the Topography, Edifices and Ornaments of Pompeii ("Pompeiana; la Topografia, gli Edifici e gli Ornamenti di Pompei"), pubblicata tra il 1817 e il 1832.

## Biografia

### Primi anni e studi
La famiglia Gell era una delle più antiche famiglie in Inghilterra con una tradizione di servizio nell'esercito, nella marina, nel parlamento e nella Chiesa, risalente addirittura al 1209, durante il regno di re Giovanni. Il giovane Gell studiò alla Derby School e all'Emmanuel College di Cambridge. Vi si iscrisse nel 1793, si laureò nel 1798, ottenne un master nel 1804, e fu eletto membro dell'Emmanuel.

### Viaggi e  pubblicazioni
Nel 1801, all'età di 24 anni, Gell fu inviato in Grecia per la sua prima missione diplomatica.

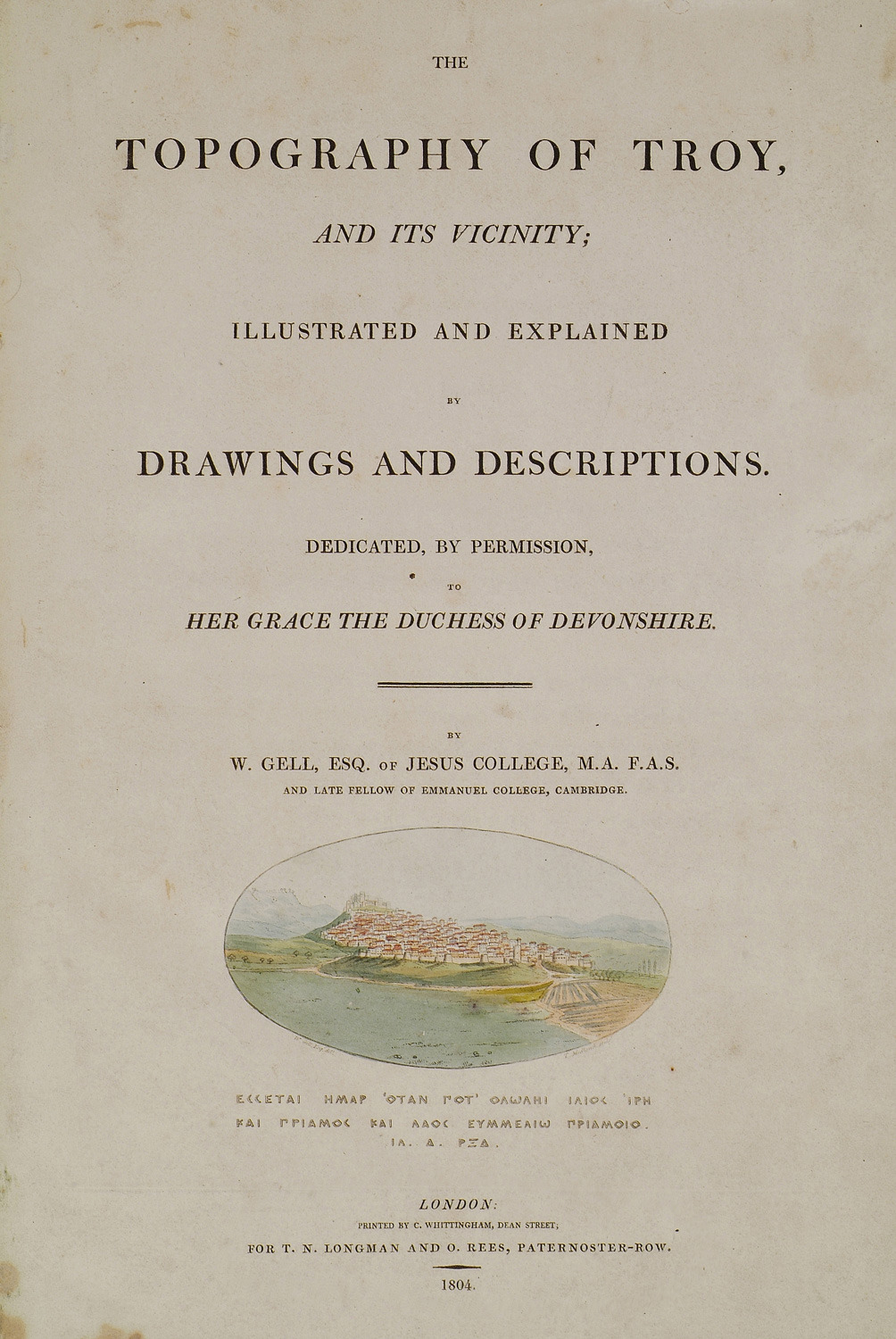
Frontespizio della "Topografia di Troia" (1804)

Dal 1804 al 1806 viaggiò in Grecia, nelle isole vicine e sulla costa dell'Asia Minore. Pur riconoscendo problemi irrisolti in questa localizzazione, nel 1804 stabilì il sito di Troia a Bounarbashi, circa sei miglia a sud e otto miglia dalle strade moderne dal sito di Hisarlik (attualmente considerato l'effettivo sito di Troia) e pubblicò nel 1804 The Topography of Troy and its vicinity illustrated and explained by drawings and descriptions etc ("La topografia di Troia e le sue vicinanze illustrate e spiegate da disegni e descrizioni ecc.").
William Gell fu un grande amico di Thomas Moore, Walter Scott e Lord Byron. Scrisse molti libri, la maggior parte dei quali illustrati con i suoi schizzi.
Nel 1807 fu eletto membro della Society of Dilettanti e membro della Royal Society. Nel 1811 la Società di Dilettanti lo incaricò di esplorare la Grecia e l'Asia Minore. Questi viaggi produssero diverse pubblicazioni, ad es. Geography and Antiquities of Ithaca (Geografia e antichità di Itaca) e Itinerary of Greece, with a Commentary on Pausanias and Strabo (Itinerario della Grecia, con un commento su Pausania e Strabone).
Con queste pubblicazioni ottenne fama nei circoli accademici come topografo classico. 
Nel 1814 andò in Italia come uno dei ciambellani della principessa (poi regina) Carolina . Fu nominato cavaliere l'11 maggio 1814. 
Dal 1820 fino alla morte visse tra Roma (dove fu membro dell'Accademia Romana di Archeologia) e Napoli, viaggiando con Keppel Richard Craven, dipingendo e ricevendo molti amici, tra cui William Drummond, Marguerite di Blessington, e Sir Walter Scott, che - pur essendo assai sofferente per la gotta - volle accompagnare a visitare Pompei.
Dopo la morte di Scott, Gell scrisse un resoconto delle loro conversazioni a Napoli, una parte del quale fu stampata in Life of Scott di Lockhart. 
William Gell morì a Napoli nel 1836 e fu sepolto nel cimitero inglese della città. Alla sua morte lasciò tutti i suoi effetti personali a Craven.

## Opere
I suoi numerosi disegni di rovine e località classiche, eseguiti con grande dettaglio e precisione, sono conservati nel British Museum. Gell fu un vero "dilettante", nel senso di persona appassionata di una materia a prescindere dai titoli accademici. Sicché le sue opere topografiche divennero libri di testo riconosciuti in un momento in cui le antichità di Grecia (e anche  d'Italia) erano superficialmente conosciute dai viaggiatori inglesi. Fu membro della Royal Society e della Society of Antiquaries di Londra, dell'Accademia Reale Prussiana delle Scienze e membro dell'Istituto di Francia, della Royal Academy di Berlino e dell'Institut de France.
Di seguito, alcune sue opere reperibili in rete:

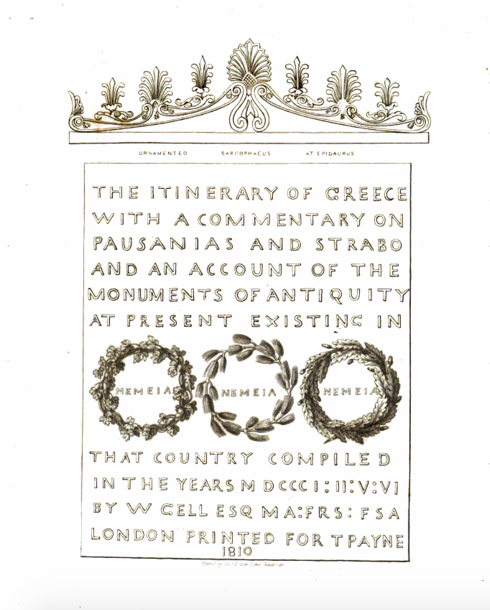
Frontespizio della prima edizione dell'Itinerario

- William Gell, The Geography and Antiquities of Ithaca: Dedicated by Permission, to The King, London 1807.
- The Itinerary of Greece: With a Commentary on Pausanias and Strabo and an account of the monuments of antiquity at present existing in that country compiled in the years MDCCCI:II:V:VI by W. Gell Esq, London 1810.
- William Gell and John P. Gandy, Architect, Pompeiana: the Topography, Edifices, and Ornaments of Pompeii. (With Plates), London 1817-1819.
- Wiliam Gell, Narrative of a Journey in the Morea, London 1823.
- William Gell, The Topography of Rome and Its Vicinity: In Two Volumes, Volume 1, London 1834